# Kjell Pahr-Iversen
Kjell Pahr-Iversen, né le 22 décembre 1937 à Stavanger (Norvège), est l’un des principaux représentants de la peinture scandinave contemporaine. Hymne à la lumière solaire, son œuvre puissante a été durant les dix dernières années exposée par plusieurs musées en France où le peintre a fait de longs séjours.

## Biographie
Kjell Pahr-Iversen naît le 22 décembre à Stavanger, port de la côte ouest de la Norvège. En 1945, le soir du Nouvel An, un homme ivre tire avec un pistolet une fusée qui ricoche sur le sol et l'atteint au visage. Il perd l'œil droit et subit jusqu'en 1974 de nombreuses opérations. À la fin de ses études secondaires il pense un moment continuer dans la botanique mais entre à l'École technique de Stavanger dans la voie du dessin publicitaire, fréquente en 1957 l'école des Arts et Métiers de Bergen puis l'académie des Beaux-Arts de Copenhague, et en 1960 séjourne dans les îles Féroé. Kjell Pahr-Iversen entre en 1961 à l'Académie des Beaux-Arts d'Amsterdam. La fréquentation de l'œuvre de Van Gogh, la rencontre des options libertaires du groupe Cobra, de l'école américaine (de Kooning, Rothko), cristallisent les axes de sa démarche. Il séjourne en 1962 à Londres où il étudie d'anciennes écritures et partitions, notamment de Mozart.
Kjell Pahr-Iversen commence en 1964 à travailler en séries : Partitions (1964) et Musique venant de la chambre voisine (1964-1968) sur ses souvenirs londoniens, puis Soria Moria, nom du château des contes de fées norvégiens (1965-1969), L'Entrée au ciel de Hans Christian Andersen (1966-1969), L'Arbre chantant (1966-1970), Hyde Park (1968). Il réalise en 1967 une décoration en acrylique pour le siège du journal Stavanger Aftenblad et développe de 1969 à 1973 de nouvelles séries, Le Cœur du géant, allusion au monde des légendes norvégiennes, Série de la Pentecôte, Pastorale, continuant de réaliser des œuvres monumentales pour des bâtiments publics (lycée) ou privé (hôtel). 

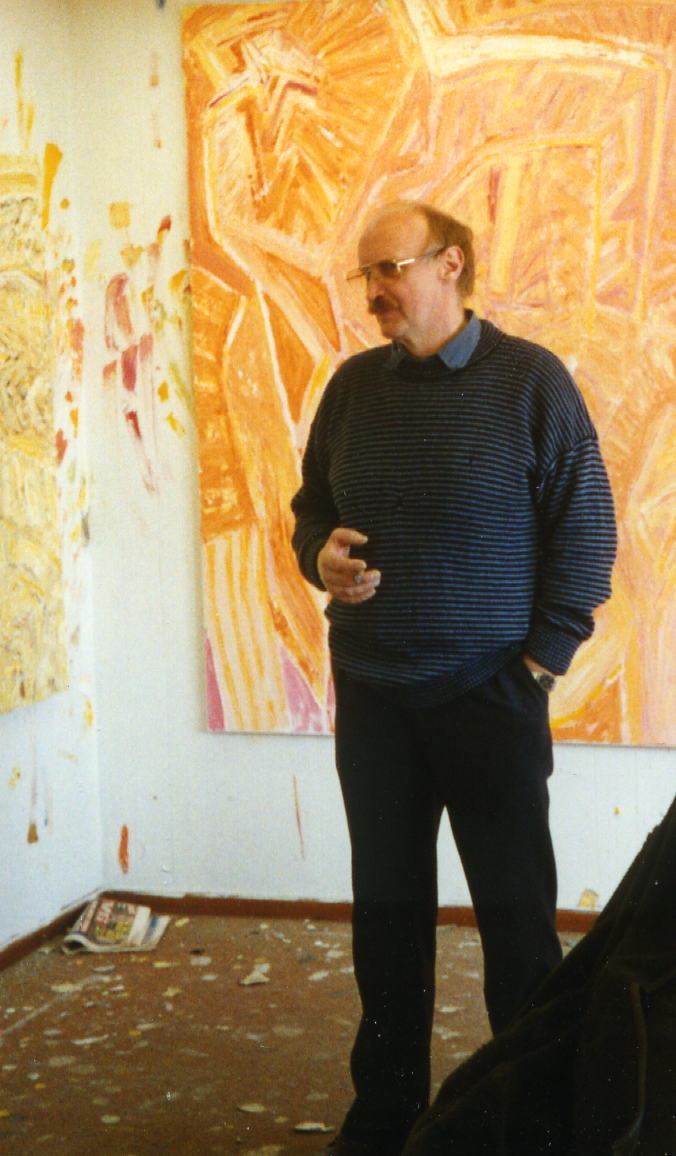
Kjell Pahr-Iversen en 1997

De 1969 à 1972 Kjell Pahr-Iversen séjourne une première fois à Paris. Il y réalise en 1971 une exposition personnelle chez Camille Renault qui présente régulièrement ses œuvres jusqu'à sa disparition en 1981. Pahr-Iversen est alors sensible au souci de maîtrise et d‘équilibre que manifestent Sonia et Robert Delaunay, et les peintres non-figuratifs de la nouvelle École de Paris (principalement Estève et Manessier. À partir de 1975 il commence à développer une série Icônes, qui passe au premier plan de son travail de 1984 et 1989. Entretemps d'autres séries se succèdent, Bienvenue au jaune (1978), Les Corps glorieux (1979), La Fenêtre ouverte (1979-1981), Les Portes s'ouvrent, La Nouvelle Jérusalem, Et l'incurvé deviendra droit (1980), Tableaux à la voix jubilante (1984). En 1980 Kjell Pahr-Iversen participe à une exposition itinérante dans les pays nordiques, aux côtés de peintres danois, norvégiens et français, Anna-Eva Bergman, Manessier, Le Moal, Mušič, Pignon, Prassinos, Singier, et présente en 1985 sa première exposition personnelle à New York.
Kjell Pahr-Iversen, ayant été invité à concevoir les vitraux d'une église d'Oslo, effectue de nouveaux séjours à Paris de 1989 à 1991. Il observe particulièrement les vitraux de la cathédrale de Chartres, origines de la série Portail (1989-1992), mais aussi ceux créés par Bazaine pour l'église Saint-Séverin à Paris, par Jean Le Moal pour la cathédrale de Saint-Malo. Retrouvant son intérêt pour la botanique, il se rend presque quotidiennement au Jardin des Plantes pour y dessiner, ce qui l'engage à partir de 1992 dans des thèmes végétaux, Orchidées, Cactus, Arbres jubilants, Herbier. Pahr-Iversen expose régulièrement au Salon des Réalités Nouvelles et au Salon de Mai jusqu'en 1995. Il est en 1991 sélectionné parmi les 100 artistes devant contribuer à la création à New York du plus grand tableau collectif du monde, le Masterpeace, symbolisant le dialogue des peuples et des cultures au seuil du XXIe siècle. Il réalise par ailleurs des gravures et de très nombreuses lithographies.
Depuis 1966 Kjell Pahr-Iversen a réalisé en Norvège une soixantaine d’expositions personnelles, notamment à Oslo et à Stavanger. Son œuvre a également été présentée  à Copenhague, Göteborg, New York, et en Espagne. En France des expositions rétrospectives ont été organisées à la Chapelle des Pénitents bleus de La Ciotat en 1997, au Musée de Dunkerque en 1999, au Centre Noroit d'Arras et au Palais de l'Europe de Strasbourg en 2004.

## L'œuvre

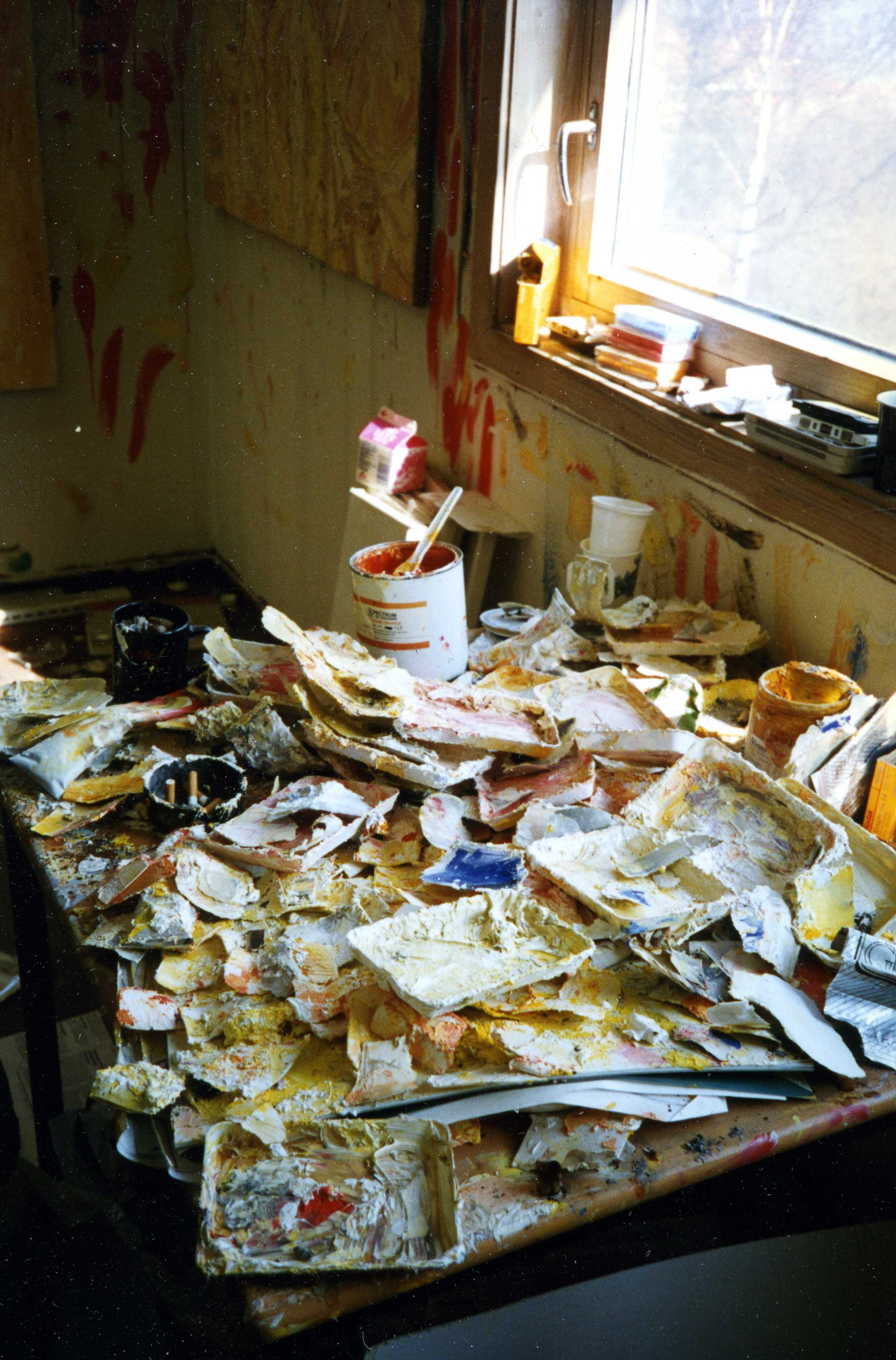
Dans l'atelier de Kjell Pahr-Iversen

Au milieu des années 1960 surgissent dans sa  peinture les différents éléments que Pahr-Iversen articule à mesure,  le besoin d’illimiter la vision dans des formats  monumentaux, le recours à la spontanéité du geste, à l’intensité de la couleur,  tandis que la texture picturale commence à y gagner la densité qui caractérise ra son œuvre.  Déjà sa démarche sérielle insère la peinture au milieu de la vie comme l'une des dimensions, réfléchie, de la créativité naturelle. Au début des années 1970 cette nature vivante de son travail se conjugue, en une sorte de redoublement, à  la recherche des «sténogrammes », selon un mot du peintre à propos de Van Gogh, de la vie même. Les couleurs se  morcellent en gerbes ou palmes  veinées de lumière, nerveusement brossées.  Le « Jaune » bientôt les imprègne, condensé de la radiation lumineuse, qui demeurera  pour Pahr-Iversen  la couleur même de l'apparition du visible. 

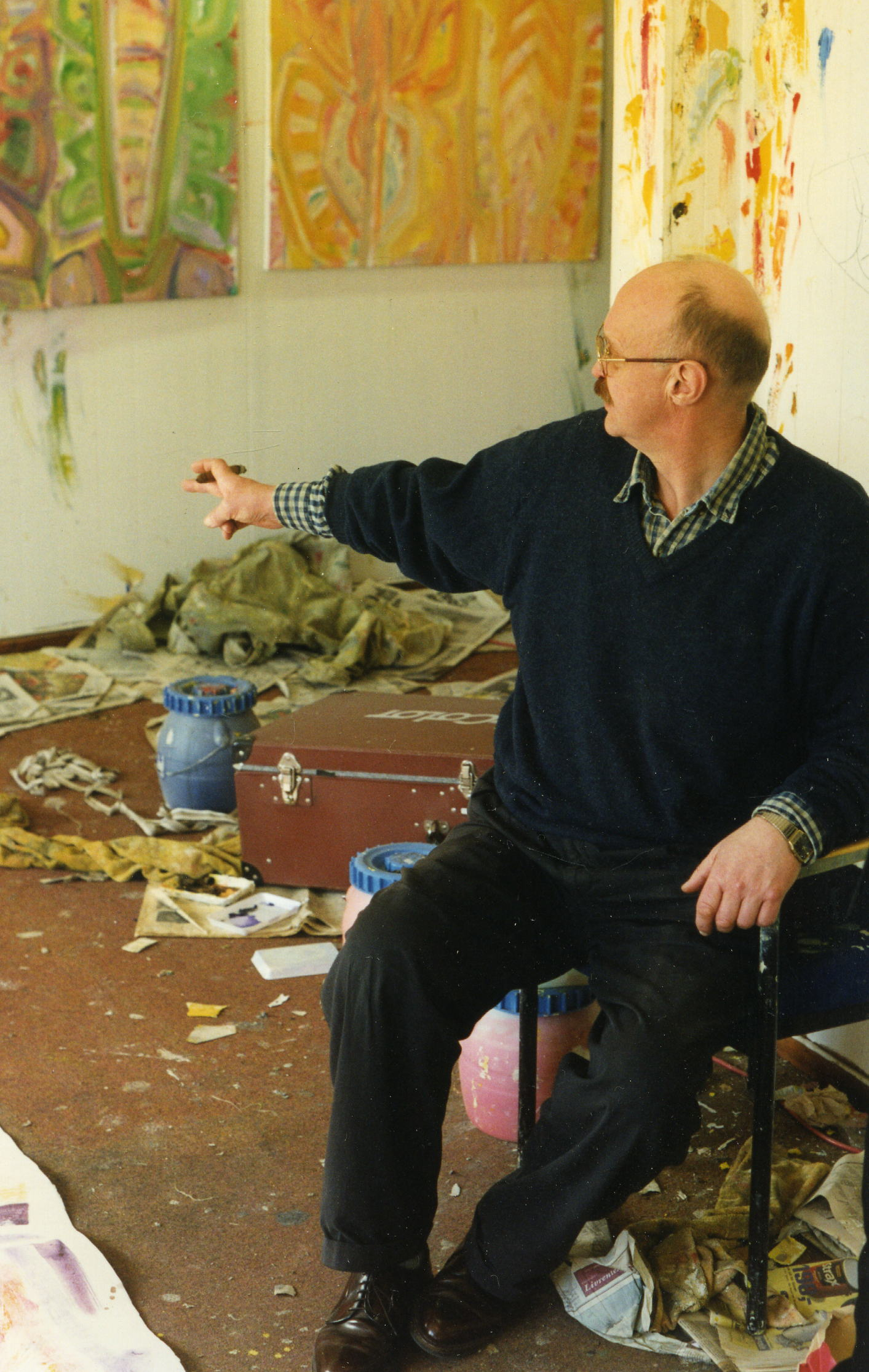
Kjell Pahr-Iversen en 1997

En une nouvelle étape, ces rythmes végétaux se referment, autour de 1980, sur eux-mêmes. Leur foisonnement se  stabilise en inscriptions ou partitions dont les signes semblent surgir, entre lichens et écorces, d'une écriture comme naturelle se répercutant par degrés, à travers des cellules cloisonnées  intensément colorées, depuis le noyau lumineux des compositions jusqu'à leurs bords. La peinture de Pahr-Iversen, en chemin, devient toujours plus « chose tactile ». Dans le besoin du contact le plus direct avec la pâte picturale, Pahr-Iversen  ne cessera plus d’étendre, écraser, maçonner la couleur avec des instruments de fortune, simples papiers ou cartons déchirés, qui en la stratifiant réveillent ses couches les plus profondes.
Sur  cet élan ces signes continuent dans ses Icônes de se contracter plus encore et  implosernt comme en concrétions solaires. La fenêtre centrale qui en concentre les vibrations, se décentre, se dédouble, répercute sur plusieurs registres ses échos. Diversement commentée,  la faille par où filtre l'éclat de la lumière  manifesterait pour certains le reflet de la transcendance divine, pour d'autres une religiosité toute païenne face à la  renaissance solaire, plus sensible dans le cycle éphémère du jour dans  l'année nordique, l'icône de Pahr-Iversen, selon Donald Kuspit, apparaissant  plutôt comme « objet cosmique de culte ».
Enrichi de cette longue approche, en amont, du principe lumineux, Pahr-Iversen semble  redécouvrir par la suite, comme resurgies des marges de ses toiles, les premières articulations qu'en réalise la vie. Du cosmique,  il se  tourne à nouveau vers les aventures « héroïques »,dit-il, du végétal. Dans la série de l'Herbier en  laquelle il s'engage à partir de 1992, il semblerait qu'observée de près, toute plante, toute fleur, devienne  « icônique ». Ses peintures s'ouvrent alors sur un univers non figuratif de fibres, calices, corolles et sépales, de pistils et d'étamines.  Au milieu d’un tourbillon de croissances et d’expansions, d’un labyrinthe de formes crénelées, festonnées ou labiées, apparaissent les infimes cathédrales d’une botanique imaginaire.

## Expositions personnelles 1992-2013
- 1992 : Galleri Dobloug, Oslo.
- 1993 : Eesti Tervishoiummuseum, Tallinn, Estonie.
- 1994 : Galleri Langegaarden, Bergen.
- 1995 : Ålesund Kunstforening.
- 1996 : Espace Carole Brimaud, Paris.
- 1997 : Galleri Dobloug, Oslo; Galleri Langegaarden, Bergen; Rogaland Kunstmuseum, Stavanger; Chapelle des Pénitents Bleus, La Ciotat.
- 1998 : Galleri Brandstrup, Moss; Haugesund Billedgalleri.
- 1999 : Kulturhuset, Stavanger; Musée des Beaux-arts, Dunkerque.
- 2000 : Galleri Dobloug, Oslo.
- 2001 : Galleri Langegaarden, Bergen; Galleri Dobloug, Oslo; Telemark Fylkesgalleri, Notodden.
- 2002 : Galleri Lista Fyr, Lista; Risør Kunstforening; Hôtel de Ville de Lucerne, Suisse.
- 2003 : Centre Cultural Fundació Caixa de Terrassa; Tinglado no 1 del moll de Costa del port de Tarragona; Palacio Municipal de Exposiciones Kiosco Alfonso, La Coruña.
- 2004 : Centre Culturel Noroit, Arras; Palais de l'Europe, Strasbourg; Galleri Dobloug, Oslo.
- 2005 : Hå Gamle Prestegård; Galleri Falkum, Skien; Galleri Langegaarden, Bergen.
- 2006 : Galleri Aasen, Ålesund; Horten og Borre Kunstforening; Ottohuset, Finnøy, Galleri Elsa, Namsos.
- 2007 : Galleri Dobloug, Oslo.
- 2008 : Galleri Perlemostrand, Sjernarøy; atelier de l'artiste, Stavanger.
- 2009 : Stavanger Kunstforening.
- 2010 : Gremillion & Co, Fine Art Gallery, Houston, Texas.
- 2011 : Galleri Dobloug, Oslo; Galleri Langegaarden, Bergen; Ålesund Kunstforening.
- 2012 : Galleri Amare, Stavanger; Horten & Borre Kunstforening; Museo de la Ciudad, Valencia; Museo de Cadiz.
- 2013 : Museo de Almería; Galler Gann, Sandnes.

## Éléments de bibliographie
- Kjell Pahr-Iversen, préface de Donal Kuspit, Harm Bouckaert Gallery, New York, 1985.
- Kjell Pahr-Iversen, préface de Arvid Moller, commentaires de Pahr-Iversen, [textes en norvégien, en français et en anglais], galerie Oftedal, Stavanger, 1982.
- Arvid Moller, Kjell Pahr-Iversen, Stenersens Forlag, Oslo, 1984.
- Kjell Pahr-Iversen, préface de Donald Kuspit (The Expressionist Icon), Nikolaj, Copenhague, 1987.
- Arvid Moller, Kjell Pahr-Iversen, préface de Gaston Diehl, textes de Michel-Georges Bernard et Donald Kuspit [en norvégien, en français et en anglais], Labyrinth Press, Oslo, 1995.
- Kjell Pahr-Iversen, préface de Michel-Georges Bernard, Espace Carole Brimaud, Paris, 1996.
- Michel-Georges Bernard, Kjell Pahr-Iversen, l'herbier solaire, [Texte en français et en anglais], Cimaise, no 242, Paris, 1996.
- Kjell Pahr-Iversen, préface de Lau Albreksten, [texte en norvégien], Musée du Rogaland, Stavanger, 1997 (34 pages).
- Kjell Pahr-Iversen, Peintures 1964-1999, textes de Lau Albreksten, préface d'Aude Cordonnier, conservateur en chef des Musées de Dunkerque, Musée des Beaux-Arts, Dunkerque, 1999 (72 pages).
- Kjell Pahr-Iversen,  préface de Lau Albreksten, [texte en norvégien], Galerie Dobloug, Oslo, 2001.
- Kjell Pahr-Iversen, Gemälde 1964-2002, [textes en français et en allemand], Kornschütte Luzerne, Fondation Kjell Pahr-Iversen, Stavanger, 2002 (90 pages).
- Kjell Pahr-Iversen, Pinturas/Pintures 1964-2003, [textes en catalan et en castillan], Terrassa et Tarragona, Fondation Kjell Pahr-Iversen, Stavanger, 2003 (130 pages).
- Alain Georges Leduc, Kjell Pahr-Iversen, Paris; Fragments éditions, 2004 (141 pages).